# 3.ᵉʳ Regimiento de Marines
El 3.er Regimiento de Marines es un regimiento de infantería de marina del Cuerpo de Marines de los Estados Unidos acuartelado en la Base del Cuerpo de Marines de Hawaii. Ellos están bajo el mando de la 3.ª División de Marines y de la III Fuerza Expedicionaria de Marines.

## Unidades subordinadas
El regimiento está compuesto de tres batallones de infantería y una compañía de cuartel general.
- Compañía Cuartel General 3.er Regimiento de Marines
- 1.er Batallón 3.er Regimiento
- 2.º Batallón 3.er Regimiento
- 3.er Batallón 3.er Regimiento

## Historia

### Años iniciales
El 3.er Regimiento de Infantería de Marina originalmente fue formado como parte de la 1.ª Brigada Provisional, creada en marzo de 1911. Un 3.er Regimiento fue creado el 14 de marzo de 1911 al consolidar los destacamentos de varios buques de la Flota del Atlántico de Estados Unidos en ese momento anclados en la Bahía de Guantánamo, Cuba. El comandante regimental era el teniente coronel Ben H. Fuller, quien posteriormente se convertiría en el 15.º Comandante del Cuerpo de Marines entre los años 1930 y 1934. Hasta el 17 de junio de 1911, el 3.er Regimiento estuvo estacionado en Camp Meyer, Deer Point, Bahía de Guantánamo. Las compañías E, F y H volvieron a sus asignaciones originales como destacamentos de buques entre el 10 y 11 de junio, mientras que el resto de compañías con letras del regimiento lo hicieron el 17 de junio, en cuyo momento el 3.er Regimiento fue desactivado.
Otro regimiento provisional, tentativamente designado como el 3.er, fue formado el 21 de abril de 1914 a partir de destacamentos asignados a buques que convergieron a Veracruz. Estuvo comandado por el mayor Albertus W. Catlin del Arkansas. Asignado a apoyar las actividades del 2.º Regimiento de Marines que ya se encontraba en tierra firme, el 3.o desembarcó el mismo día que se formó. Durante el mismo periodo, otro 3.er Regimiento fue formado en el Astillero Naval de Filadelfia el 22 de abril de 1914, bajo el mando del coronel Franklin J. Moses. Zarpando rumbo a Veracruz a bordo del SS Morro Castle al siguiente día.
Con la llegada del 3.er Regimiento del coronel Moses a Veracruz el 30 de abril, todas las unidades de infantería de marina, excepto el mando del mayor Catlin, fueron colocados bajo el control operacional de las Fuerzas Expedicionarias de Estados Unidos. El 3.er Regimiento del mayor Catlin fue desbandado esa misma fecha, con su personal regresando a sus respectivos buques. Durante su estancia en México, el comando del coronel Moses llevó a cabo tareas de mantención de guarnición y de patrullaje y, al mismo tiempo, mejoró las condiciones sanitarias y de vida dentro de su sector.
El coronel Moses murió de neumonía el 26 de septiembre, seis días después de ser evacuado al buque hospital Solace. Él fue sucedido por el mayor John H. Russell, quien posteriormente se convirtió en el 16.º Comandante del Cuerpo de Infantería de Marina entre los años 1934 y 1936. El 3.er Regimiento dejó Veracruz el 23 de noviembre, llegando al Astillero Naval de Filadelfia el 4 de diciembre, y fue desactivado al siguiente día.
El regimiento fue reactivado el 20 de diciembre de 1916 usando dotación del 1.er Regimiento de Marines que se encontraba la República Dominicana. Ellos fueron asignados a la 2.ª Brigada y fueron desactivados el 1 de agosto de 1922.

### Segunda Guerra Mundial
El 3.er Regimiento fue reactivado el 16 de junio de 1942 en la Estación Aérea del Cuerpo de Marines de New River, Carolina del Norte, como parte de la expansión militar para enfrentar la Segunda Guerra Mundial. Ellos fueron desplegados en la Samoa Americana el 14 de septiembre de 1942 y fueron asignados a la 2.ª Brigada de Marines. El regimiento fue destinado a Nueva Zelanda el 23 de mayo de 1943 y fueron reasignados a la 3.ª División de Marines. El regimiento combatió en Bougainville y Guam. Durante este período se concedieron cuatro Medallas de Honor a miembros del regimiento.
Después de la Segunda Guerra Mundial, al regimiento le fue enviado a China para ayudar al desarme de las unidades japonesas y asistir al gobierno nacionalista en la ocupación del norte de China en esfuerzo para denegarle territorio a los comunistas chinos.

### Guerra de Vietnam
El 3.º de Infantería de Marina fue una de las primeras unidades de la infantería de marina en llegar a Vietnam del Sur cuando se usó para proporcionar la seguridad de la Base Aérea de Da Nang a principios del año 1965. Finalmente, el 3.º de Infantería de Marina participaría en 48 grandes operaciones en la República de Vietnam.
Después del retiro de las fuerzas estadounidenses de Vietnam, el regimiento inicialmente fue destinado a la base de Camp Pendleton, California y asignado a la 5.ª Brigada Anfibia. Durante abril de 1971, el regimiento se convirtió en parte de la 1.ª División de Marines. Dos meses más tarde, el regimiento se movió a la Estación Aérea del Cuerpo de Marines de Kaneohe Bay, Hawái, para asumir el rol del componente terrestre de combate de la 1.ª Brigada de Marines.

### Década de 1980 y de 1990
El 3.º de Infantería de Marina fue una de las primeras fuerzas de combate en se desplegada a Arabia Saudita en respuesta a la invasión iraquí de Kuwait ocurrida el 2 de agosto de 1990. El regimiento, que se convirtió en la Fuerza de Tareas Taro en honor al estado y a las personas de Hawái, fue la primera unidad estadounidense en ser atacada por la artillería iraquí, usando cohetes y misiles el 18 de enero de 1991. Ellos contrarrestaron los ataques iraquíes de apoyo realizando incursiones de artillería en Kuwait como las primeras acciones ofensivas terrestres de la guerra. La Fuerza de Tareas Taro fue instrumental en la recaptura de Khafji, fue la primera unidad en avanzar hacia Kuwait, ejecutando el único asalto heliportado de la guerra y aseguró el objetivo final de la guerra del Cuerpo de Infantería de Marina, el Aeropuerto Internacional de Kuwait.
Después del alto el fuego ocurrido el 28 de febrero de 1991, el regimiento se redesplegó a Arabia Saudita y subsecuentemente completó su redespliegue estratégico a Hawái dos meses más tarde.

### Década del 2000
El 3.er Regimiento se ha desplegado tanto a Irak y a Afganistán como parte de la Guerra contra el terrorismo. Uno de sus oficiales, Stephen J. Boada ganó la Estrella de Plata por acciones realizadas allí. Él se convirtió en el marine en el regimiento y de Hawái en ser galardonado con una de las principales medallas por valor desde la Guerra de Vietnam. Un suboficial del 3.er Batallón 3.er Regimiento el cabo Kristopher Kane, se le otorgó una Estrella de Plata por acciones durante la Segunda batalla de Faluya. El regimiento se desplegó a Afganistán a finales del año 2008 y se convirtió en el Equipo de Combate Regimental 3 durante la Operación Khanjar en la Provincia de Helmand y regresó a Helmand entre finales del año 2009 y mayo de 2010, cuando participó en la Operación Moshtarak.